# Восстание Петра Деляна

Фемы Византийской империи к моменту смерти Василия II в 1025 году.

Восстание Петра Деляна (болг. Въстанието на Петър Делян, греч. Επανάσταση του Πέτρου Δελεάνου) — восстание болгар против Византийской империи, произошедшее в 1040—1041 года. . Это восстание было самой крупой попыткой восстановить бывшее Болгарское царство вплоть до восстания Ивана Асеня I и Петра IV в 1185 году.

## Причины

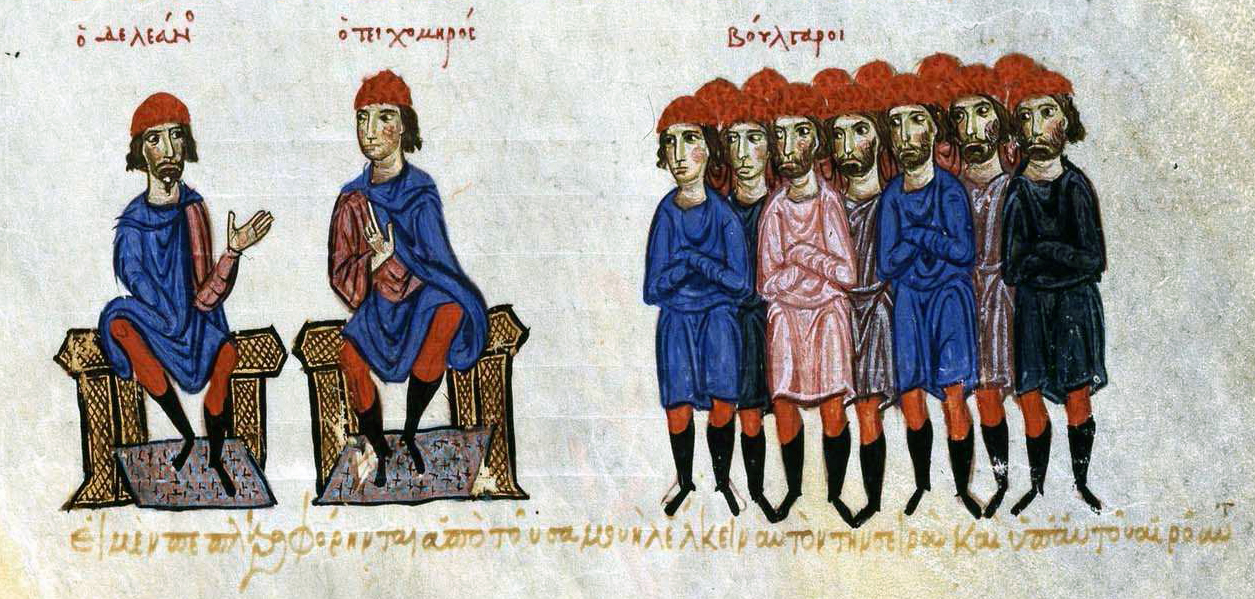
Пётр Делян, Тихомир и болгарские восставшие.

Ранее болгары, со времен царей Петра I и Самуила, платили натуральный земельный налог; эту практику продолжил византийский император Василий II, завоевавший Болгарию. В 1040 году на болгар вместо натуральных платежей был наложен денежный земельный налог. Народу стало тяжело расплачиваться только деньгами. Напряжение от неуважения к их правам достигло своего предела, и люди ждали подходящего момента, а точнее, нужного человека, который мог возглавит народное недовольство.

## Начало восстания

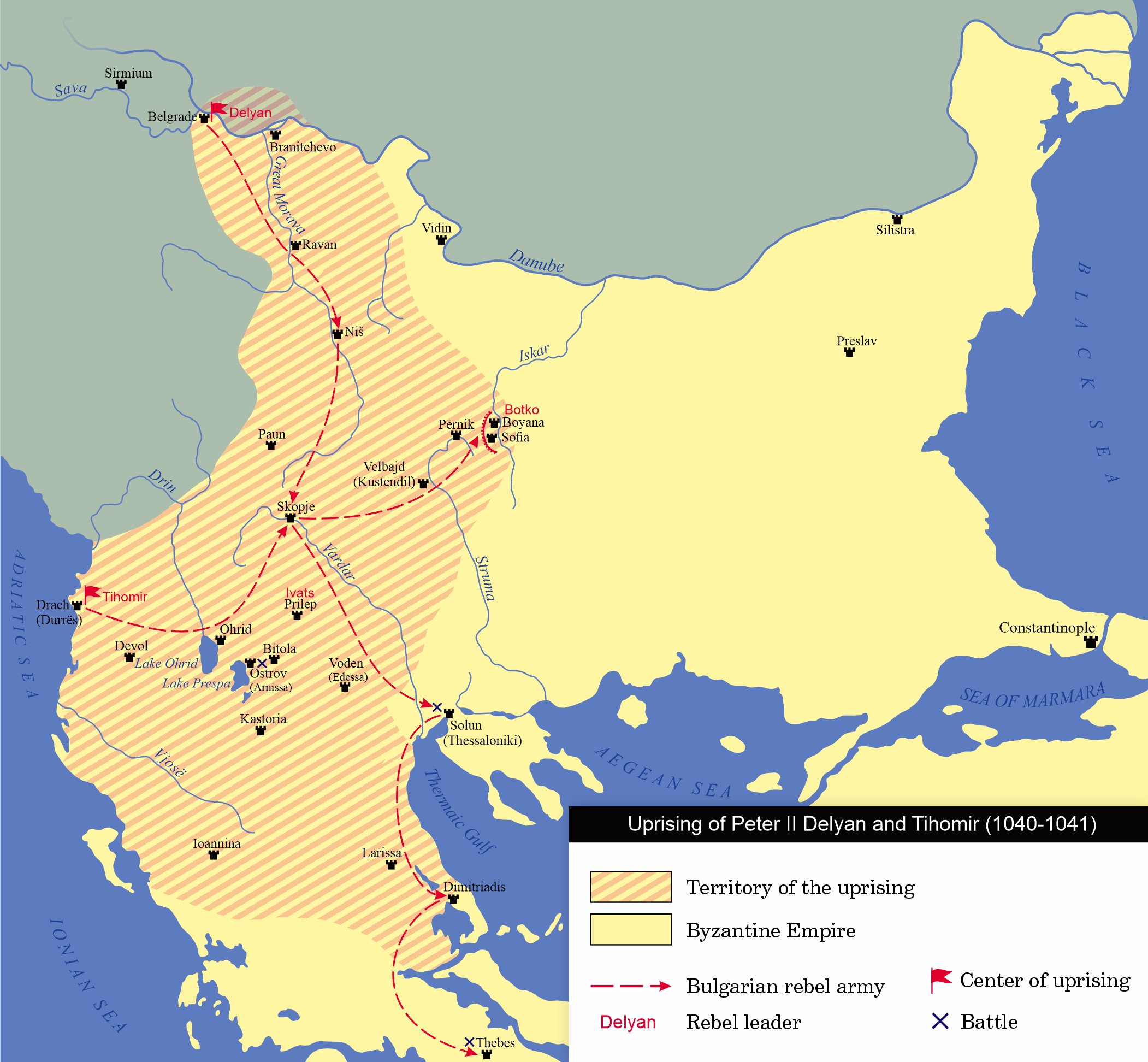
Восстание Петра II Деляна и Тихомира (1040-1041)

В 1040 году Пётр Делян, утверждавший, что является потомком Самуила, царя Болгарии, бежал из Константинополя и начал скитаться по болгарским землям, в конце концов достигнув Моравы и Белграда. Восстание вспыхнуло в Белграде, где Делян был провозглашён императором Болгарии, приняв имя святого императора Петра I. Болгары двинулись на юг, к последним политическим центрам своей бывшей империи — Охриду и Скопье. По пути к ним присоединялось местное население, признававшее Петра Деляна своим императором и убивавшее каждого встречного византийца. В то же время болгары из района Диррахия объединились вокруг фигуры воина Тихомира и направились на запад, чтобы достичь старых столиц. Существование двух отдельных групп повстанцев стало реальной угрозой для успеха восстания. Пётр Делян отправил послание Тихомиру с предложением о совместных действиях и произнёс речь, в которой, образно выражаясь, сказал собравшимся людям, что «как нельзя двум попугаям делить куст без раздора, так и два императора не могут делить одну страну» и что они должны выбрать только одного вождя, либо его, либо Тихомира. Он намеренно использовал попугаев в качестве примера, потому что эти два попугая служили гербом рода Комитопулы. Поскольку он обладал большим влиянием, чем его соперник, Делян был единогласно избран лидером, а Тихомир был убит.
Со своей увеличевшейся армией Пётр II Делян двинулся на юг, застал врасплох и разбил войска византийского императора Михаила IV Пафлагонского при Солуни, захватив его казну. Один из военачальников Михаила болгарин Мануил Ивац, вероятно сын Иваца, боярина при болгарском царе Самуиле, присоединился к Петру Деляну. После этой победы болгарские войска под командованием воеводы Кавкана захватили Диррахий, располагавшийся на побережье Адриатического моря, а некоторая их часть проникли вглубь Фессалии, достигнув в конце концов Коринфа. Албания, Эпир и большая часть Македонии были завоёваны. Другая болгарская армия под предводительством Антима продвинулась глубоко на юг и разбила византийского полководца Алакасея в битве при Фивах в Беотии. При известии о болгарском успехе византийское население Афин и Пирея, испытывавшее гнёт из-за высоких налогов, также восстало, но было быстро подавлено норманнскими наёмниками. Решительные действия мятежников вызвали серьёзную тревогу в Константинополе, где в спешке обсуждались планы подавления восстания.

## Прибытие Алусиана

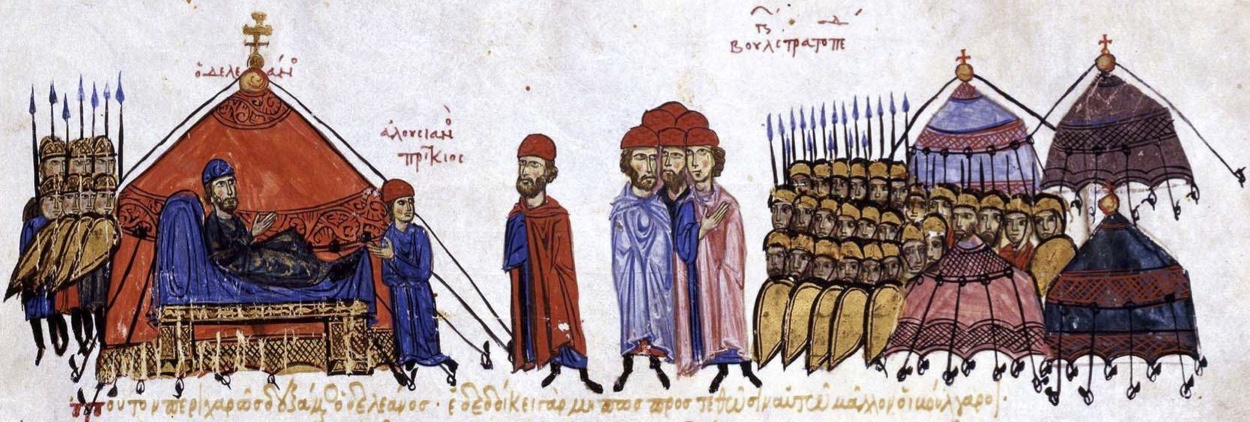
Алусиан (в центре) предстаёт перед Петром Деляном и болгарским военным лагерем. Миниатюра из «Мадридского Скилицы».

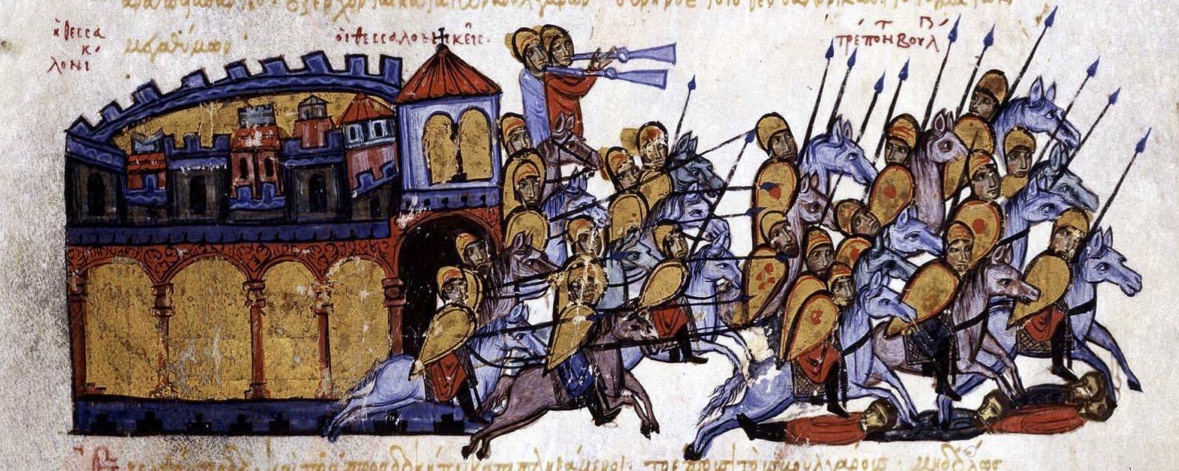
Бегство болгарской армии под началом Алусиана после неудачного нападения на Солунь. Миниатюра из «Мадридского Скилицы».

Максимальная территория, контролировавшаяся войсками Петра Деляна

Вскоре весть о болгарском восстании достигла Армении, куда были сосланы потомки последних болгарских императоров. Самым видным из них был сын последнего императора Ивана Владислава, Алусиан. Притворившись наёмником, он добрался до Константинополя и, несмотря на строгие меры безопасности, сумел в сентябре 1040 года отправиться в Болгарию. Появление нового претендента на трон означало появление новых трений между мятежниками. Вначале Алусиан не решался раскрыть своё происхождение, но пытался найти преданных сторонников среди своих сородичей. Он доказал свои притязания на лидерство наличием чёрного пятна на правом локте и вскоре сумел собрать вокруг себя множество приверженцев.
Петр II Делян тепло приветствовал своего двоюродного брата, хотя он знал, что Алусиан может стать потенциальным кандидатом на корону. Он дал ему 40-тысячную армию, чтобы захватить Солунь, но тот потерпел неудачу, напав на врага с усталым войском. Это поражение стоило болгарам в 15 000 убитых, а Алусиан бежал с поля боя, бросив своё оружие и доспехи.

## Измена Алусиана

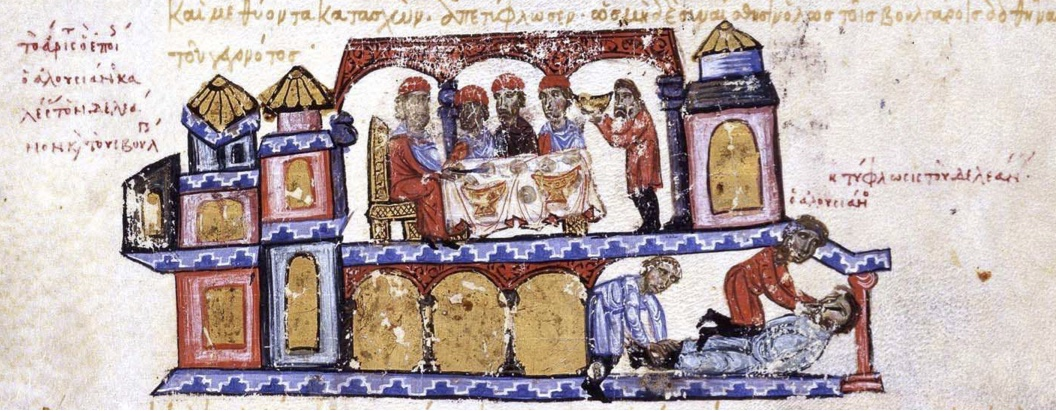
Алусиан приглашает Петра Деляна на пир и ослепляет его. Миниатюра из «Мадридского Скилицы».

Тяжёлое поражение резко ухудшило отношения между двумя лидерами: Алусиан был пристыжен этим провалом, а Петр Делян подозревал измену. Алусиан решился действовать первым и организовал заговор против своего двоюродного брата. Он пригласил того на пир, где его сообщники изрядно напоили Деляна вином, когда тот опьянел, заговорщики набросились на него и вырезали ему глаза ножом. Таким образом Алусиан стал единоличным лидером. Вначале он предпринял активные действия, но снова потерпел поражение и был вынужден бежать, спасая свою жизнь. Затем Алусиан тайно вступил в переговоры с византийцами. После того, как они достигли соглашения летом 1041 года, Алусиан сделал вид, что намеревается дать решительный бой, но когда две армии встретились, он оставил свои войска и перешёл на другую сторону.

## Подавление восстания

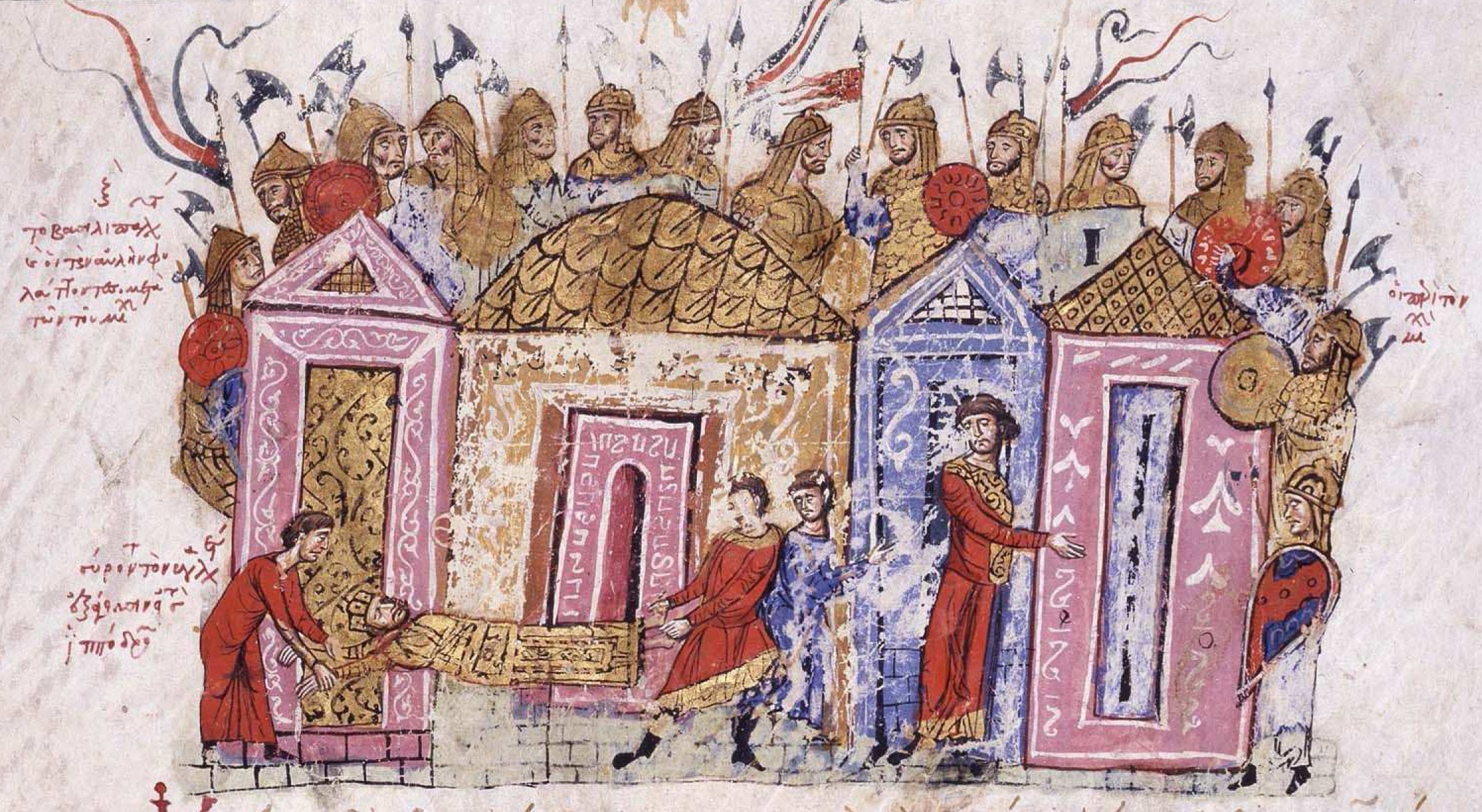
Варяжская гвардия сыграла главную роль в разгроме болгар

Византийский император Михаил IV подготовил крупный поход, чтобы окончательно разгромить болгар. Он собрал элитную армию из 40 000 человек с способными генералами, которая постоянно двигалась в боевом порядке. В византийской армии было много наёмников, в том числе в их рядах был и норвежский принц, впоследствии ставший королём своей страны под именем Харальда III, с 500 варягами. Из Солуни византийцы двинулись в Болгарию и разбили болгар при Острово в конце лета 1041 года. По-видимому, варяги сыграли решающую роль в этой победе, так как их предводитель упоминается в скандинавских сагах как «опустошитель Болгарии». Несмотря на свою слепоту Пётр Делян командовал армией. Его судьба неизвестна: он либо погиб в бою, либо был взят в плен и доставлен в Константинополь.
Вскоре византийцы ликвидировали сопротивление оставшихся воевод Деляна: Ботко в окрестностях Софии и Мануила Иваца в Прилепе, тем самым положив конец болгарскому восстанию.